# کریس لاتنر
کریس لاتنر (به انگلیسی: Chris Lattner) (زاده ۱۹۷۸) یک توسعه‌دهنده نرم‌افزار آمریکایی است که بیشتر برای کار بر روی پروژه ال‌ال‌وی‌ام شناخته می‌شود و بانی اصلی آن پروژه و همینطور دیگر پروژه‌های مرتبط مانند کامپایلر کلنگ بود. او هم‌اکنون برای شرکت اپل کار می‌کند. او در دانشگاه پورتلند در اورگن به تحصیل در رشته علوم رایانه پرداخت و در سال ۲۰۰۰ از این دانشگاه فارغ‌التحصیل شد. وقتی که در اورگون بود، به عنوان یک توسعه‌دهنده سیستم‌عامل بر روی سیستم‌عامل DYNIX/ptx شرکت Sequent Computer Systems کار کرد. در اواخر سال ۲۰۰۰، لاتنر به عنوان معاون پژوهشی وارد دانشگاه ایلینوی در اربانا-شمپین شد. در هنگام کار با ویکرام ادو، شروع به کار بر روی طراحی و پیاده‌سازی ال‌ال‌وی‌ام کرد. در سال ۲۰۰۵ همزمان با دریافت مدرک دکترا، شرکت اپل او را استخدام کرد تا بر روی کامپایلر ال‌ال‌وی‌ام کار کند و کیفیت آن به حد قابل قبولی برای استفاده در محصولات اپل برساند.